# Jeannette, l'enfance de Jeanne d'Arc
Jeannette, l'enfance de Jeanne d'Arc è un film per la televisione del 2017 scritto e diretto da Bruno Dumont.
Adattamento in musica del primo atto de Il mistero della carità di Giovanna d'Arco (1910) di Charles Péguy, è stato presentato in anteprima alla Quinzaine des réalisateurs del 70º Festival di Cannes per poi venire trasmesso su Arte.
È risultato 2º, dietro al revival di Twin Peaks, nella lista dei dieci migliori film dell'anno stilata dai Cahiers du cinéma.

## Trama
Nel 1425, nel villaggio di Domrémy, la piccola Giovanna d'Arco riceve delle visioni divine che la ispirano a combattere gli inglesi.

## Riconoscimenti
- 2018 - Premio Lumière
  - Candidatura per le migliori musiche a Igorrr